# Polymixia berndti
Espèce
Polymixia berndti est une espèce de poissons à nageoires rayonnées.